# Франсиско Гойтия
Франсиско Боллайн-и-Гойтия Гарсия (исп. Francisco Goitia; 4 октября 1882, Фреснильо, штат Сакатекас, Мексика — 26 марта 1960, Сочимилько Мехико) — мексиканский художник.
Видный представитель индихенизма в изобразительном искусстве Мексики и движения мексиканского мурализма.

## Биография
Баск по происхождению.
С 1898 года учился у Сатурнино Эррана, Хосе Марии Веласко Гомеса, Германа Гедовиуса и Хулио Руэласа в Академии Сан-Карлос в Мехико.
В 1904 г. переехал в Испанию в Барселону, где прожил четыре года. В Испании его наставником стал Франциско Гали. Здесь он провёл свою первую успешную выставку в респектабельной галерее «Зала Парес» (Sala Parés). Получив грант от правительства Италии, отправился в Рим, где увлекся классической архитектурой. Находясь в Риме, провёл несколькое выставок и был награждён медалью за свои работы. Путешествуя по Европе в 1904—1912 годах, знакомился с шедеврами Веласкеса, Сурбарана, Эль Греко, мастеров итальянского Возрождения, романтиков и импрессионистов. Большое впечатление на него произвело творчество Гойи: влияние цикла офортов великого художника «Бедствия войны» и тематически близких к ним полотен проявилось в создании ряда работ 1910-х годов.
После падения правительства Порфирио Диаса во время мексиканской революции был вынужден вернуться в Мексику.
Вернувшись на родину, стал сторонником Панчо Вилья и начал рисовать сцены революционной борьбы. После того, как конфликт был урегулирован, Гойтия вернулся в Мехико, где был назначен профессором Академии Сан-Карлос.
В конце жизни вёл жизнь отшельника. Умер от пневмонии 26 марта 1960 года в одинокой хижине возле Сочимилько.

## Творчество
Наследие Франсиско Гойтии составляет чрезвычайно разнообразный художественный материал — от работ революционных лет, сделанных во время его участия в действиях армии Панчо Вильи, до зарисовок, выполненных в разных регионах страны в ходе этнографических и археологических экспедиций. Самобытную манеру его живописи отличает также палитра технических и стилистических приемов.
Он автор ряда полотен, посвящённых теме трудовой жизни и освободительной борьбы индейцев.